# Chassan Magometowitsch Chalmursajew

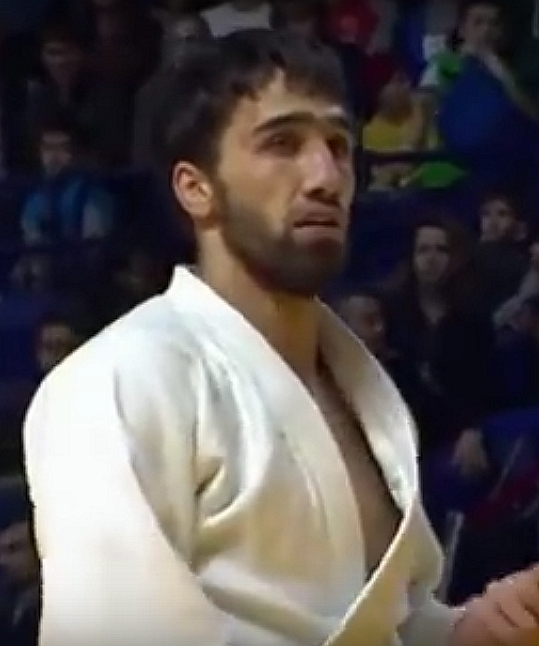
Chassan Chalmursajew bei den Europameisterschaften 2016 in Kasan

Chassan Magometowitsch Chalmursajew (russisch Хасан Магометович Халмурзаев; inguschisch Халмарзанаькъан Мухьмада Хьасан; * 9. Oktober 1993 in Nasran, Inguschetien) ist ein russischer Judoka, ethnisch ein Ingusche. 2016 war er Europameister und Olympiasieger im Halbmittelgewicht (bis 81 kg).
Chassan Chalmursajew gewann 2009 sowohl die U17-Europameisterschaften als auch die U17-Weltmeisterschaften in der Gewichtsklasse bis 73 kg. 2010 erreichte er bei den Olympischen Jugendspielen in Singapur das Finale und verlor dort gegen den Südkoreaner Lee Jae-hyung. 2011 siegte er bei den Junioreneuropameisterschaften. 2013 gewann er die Silbermedaille bei den U23-Europameisterschaften. 2014 erkämpfte er seinen ersten russischen Meistertitel in der Erwachsenenklasse, bei den U23-Europameisterschaften 2014 erhielt er eine Bronzemedaille. 2015 gewann Chassan Chalmursajew seine Gewichtsklasse bei der Sommer-Universiade 2015.
Bei den Judo-Europameisterschaften 2016 gewann er das Finale gegen den Georgier Awtandil Tschrikischwili, im Mannschaftswettbewerb siegten die Georgier vor den Russen. Im Finale des olympischen Turniers 2016 in Rio de Janeiro gewann er nach 2:42 min gegen den US-Judoka Travis Stevens. Bei den Weltmeisterschaften 2017 in Budapest unterlag Chassan Chalmursajew im Halbfinale gegen den Deutschen Alexander Wieczerzak, sicherte sich dann aber die Bronzemedaille.
Chassans Zwillingsbruder Chussein Chalmursajew ist ebenfalls ein erfolgreicher Judoka. Er kämpft im Mittelgewicht, also eine Gewichtsklasse höher als Chassan.